# Stary Widzim
Stary Widzim – wieś w Polsce położona w województwie wielkopolskim, w powiecie wolsztyńskim, w gminie Wolsztyn.

## Historia
Wieś pierwotnie związana była z Wielkopolską i powstała w średniowieczu. Istnieje co najmniej od pierwszej połowy XIII wieku. Wymieniona została w łacińskim dokumencie datowanym na 1236 pod nazwą Vidsim, 1249 Vitzim, 1249 Vizim, 1424 Vidzina, 1424 Wydzym, 1424 Wydzim, 1492 Vidzin, 1496 Wydzyn, 1514 Vydzym, 1530 Vydzim, 1563 Widzym, 1567 Widzimia, 1589 we fragmencie ku Widzimiowi, 1576 Widzim.
Miejscowość była początkowo własnością szlachecką należącą do lokalnych wielkopolskich rodów szlacheckich. W 1530 leżała w powiecie kościańskim Korony Królestwa Polskiego. W 1490 miejscowość należała do parafii Kiełbowo.
Pierwsza informacja o miejscowości pojawia się w dokumencie datowanym na 1236, a znanym z siedemnastowiecznej kopii, w którym jako świadek komesa Bronisza odnotowany został Janusz z Widzimia. Kolejny dokument z 1246 wspomniano śmierć Janusza oraz jego rodzinę żonę Białądamę oraz synów Bodzętę i Mirona. Dokument ten sygnowany przez kancelarię Przemysła I zaświadczał, że Bodzęta syn Janusza z Widzimia za zgodą swego brata Mirona nadał ku czci NMP i św. Marcina opactwu cystersów w Gościchowie-Paradyżu swoją dziedzinę Lubrza. Opat tego klasztoru w zamian; z czystej przyjaźni, a nie z racji kupna, dał Januszowi 30 grzywien w celu wykupienia go z niewoli u Niemców z Virchoboz.
W 1249 syn Janusza Bodzęta z Widzimia wraz z matką Białądamą (oryg. zapis Baladama) oraz bratem Mironem zaświadczyli, że sprzedali klasztorowi w Paradyżu wieś Lubrza za 40 grzywien niemieckich, a mianowicie za sumę, na którą poręczyli za niego opaci Wilhelm z Lehnin oraz Michał z Paradyża. Opat paradyski zaświadczył, że za zgodą Wilhelma opata z Lehnin poręczył za komesa Bodzętę na sumę 40 grzywien. Bodzęta dał opatowi za 30 grzywien Lubrzę, a 10 grzywien dopłacił srebrem.
W latach 1424–1428 jako właściciel we wsi odnotowany został w dokumentach archiwalnych pisarz ziemski poznański Abraham Kiebłowski z Kiebłowa. Informacja pochodzi z dokumentu ugody z 1424 jaką Abraham zawarł z kasztelanem poznańskim Mościcem ze Stęszewa w sprawie swego miasta Kiebłowa z okolicznymi wsiami, w tym Widzimiem. Mościc miał zapłacić 2600 grzywien, wręczyć dokument opiewający na 36 grzywien z tytułu pożytków z tych dóbr oraz zrezygnować na rzecz Abrahama ze swych części w Górze (koło Stęszewa), Sadowiu i Dębnie na sumę 400 grzywien, a w ciągu 2 lat z powrotem te wsie wykupić. Ze swojej strony Abraham miał zrezygnować na rzecz Mościca z miasta Kiebłowa wraz z wsiami, a w tym Widzimia na sumę 2800 grzywien. Układ ten nigdy nie został zrealizowany. W 1425 król polski Władysław II Jagiełło zabronił rozpatrywania sporów między Mościcem ze Stęszewa, a Abrahamem Kiebłowskim o Kiebłowo z wsiami, a w tym z Widzimiem.
W 1428 Abraham Kiebłowski prowadził spór sądowy z kmieciem Przykutą z Widzimia. Sąd wydał wyrok, że Przykuta miał zapłacić Abrahamowi potrójny czynsz 15 szer. groszy za okres 3 lat, za kmiecia ręczył Jan Niałecki. W ramach ugody dodatkowo strony miały też postawić po dwa domy. W latach 1466–1490 majętności widzimskie odziedziczył syn Abrahama również Abraham Kiebłowski z Kiebłowa. W 1466 zapisał swojej żonie Katarzynie po 550 grzywien posagu oraz wiana na wsiach Widzim, Wroniawy, Solec i Stradyń.
W 1519 dziedziczką wsi została córka zmarłego Abrahama Małgorzata Kiebłowska żona Mikołaja Potulickiego, która w asystencji brata stryjecznego Stanisława Nostycza, stryjów Bonifacego Niemierzyckiego i Macieja Jeżewskiego oraz wuja Macieja Gostyńskiego kasztelana śremskiego, zastawiiła swemu mężowi kasztelanowi rogozińskiemu Mikołajowi Potulickiemu miasto Kiebłowo wraz z zamkiem oraz okolicznymi wsiami, w tym Widzim, za kwotę 1400 florenów. Kolejny dokument własnościowy głosi, że w 1529 Małgorzta Kiebłowska wdowa po Mikołaju Potulickim sprzedaał z zastrzeżeniem prawa wykupu swym córkom, pannom Zofii, Dorocie oraz Annie, miasto Kiebłowo z zamkiem oraz wsiami Niałek, Widzim, Byrzyna, Dąbrowa, Wroniawy, Solec, Stradyń, Kurowo, Kawczyn i Oborzyska za sumę 7000 złotych oraz sprzedała także na wieczność swojemu synowi Andrzejowi Potulickiemu te dobra za 10000 złotych.
W 1554 Katarzyna córka kasztelana inowrocławskiego Jan Krotoskiego oraz żona Marcina Herburta z Fulsztyna, posiadała Kiebłowo z okolicznymi wsiami, w tym Widzim. W 1578 Andrzej Zborowski posiadał Kiebłowo z wsiami, w tym Widzim. W latach 1582–1583 właścicielem we wsi był Baltazar Łącki.
Miejscowość odnotowały historyczne rejestry podatkowe. W 1530 odnotowano pobór od 6 łanów. W 1563 miał miejsce pobór od 10 łanów, jednego łana sołeckiego, karczmy dorocznej. W 1564 w Widzimiu było 11,5 łana. W 1565 pobrano podatki od 10 łanów osiadłych, jednego łana sołeckiego, dwóch zagrodników, karczmy dorocznej. W 1567 pobór odbył się od 10 łanów, 2 zagrodników oraz karczmy dorocznej. W 1576 pobór od 9 łanów osiadłych, łana sołtysa, zagrodnika, zagrodnika na gruncie opustoszałym oraz karczmy dorocznej. W 1580 pobrano podatki od 10 i 1/4 łana osiadłego, 1,5 łana sołeckiego, zagrodnika wymłóckowego, 4 ubogich komorników. W 1581 pobrano podatek od 10 i 1/4 łana osiadłego, jednego łana sołtysa, jednego zagrodnika wymłóckowego, dwóch ubogich komorników. W 1583 pobór odbył się od 10 i 1/4 łana osiadłego, 1,5 łana sołeckiego, zagrodnika, 3 komorników W latach 1603–1607 w Widzimiu odnotowano 3,5 łana oraz sołectwo.
Po rozbiorach Polski miejscowość wraz z całą Wielkopolską znalazła się w zaborze pruskim. W okresie Wielkiego Księstwa Poznańskiego (1815-1848) miejscowość wzmiankowana jako Widzim Stary należała do wsi większych w ówczesnym powiecie babimojskim rejencji poznańskiej. Widzim Stary należał do wolsztyńskiego okręgu policyjnego tego powiatu i stanowił część majątku Widzim, który należał do byłego króla Niderlandów. Według spisu urzędowego z 1837 roku Stary Widzim liczył 394 mieszkańców, którzy zamieszkiwali 39 dymów (domostw).
W latach 1975–1998 miejscowość administracyjnie należała do województwa zielonogórskiego.